# 中竜門郵便局
中竜門郵便局（なかりゅうもんゆうびんきょく）は奈良県吉野郡吉野町にある郵便局。民営化前の分類では無集配特定郵便局であった。

## 概要
住所：〒639-3325 奈良県吉野郡吉野町柳1434-1
- かつては吉野町内で吉野郵便局、新子郵便局と共に町内の集配業務を担当していたが、民営化に先立っての集配郵便局再編の際に、当該業務を廃止し吉野郵便局へ移管した。

## 沿革
- 1873年（明治6年） - 大野（おおの）郵便取扱所として開設[1]。
- 1875年（明治8年）1月1日 - 大野郵便局（五等）となる[1]。
- 1882年（明治15年）11月 - 柳村（やなぎむら）郵便局へ移転改称[1]。
- 1898年（明治31年）11月16日 - 貯金取扱を開始[1]。
- 1899年（明治32年）12月16日 - 為替取扱を開始[1]。
- 1906年（明治39年）1月1日 - 柳郵便局に改称[1]。
- 1911年（明治44年）8月16日 - 中竜門郵便局に改称[1]。
- 2007年（平成19年）2月19日 - 吉野郵便局へ集配業務を移管。
- 2007年（平成19年）10月1日 - 民営化
- 2012年（平成24年）10月1日 - 日本郵便株式会社発足。

## 取扱内容
- 郵便、印紙、ゆうパック
- 貯金、為替、振替、振込、国債
- 生命保険、バイク自賠責保険
- 宝くじの販売
- ゆうちょ銀行ATM